# Las panteras se comen a los ricos
Las panteras se comen a los ricos es una película española de comedia estrenada en 1969, dirigida por Tito Fernández y protagonizada en los papeles principales por Fernando Fernán Gómez, Gracita Morales, Manolo Gómez Bur, Ingrid Garbo y Patty Shepard.
Se trata de una adaptación de la obra teatral Las entretenidas de Miguel Mihura estrenada en 1962.

## Sinopsis
La película se centra en la vida de José, un rico, caradura e independiente solterón que se enamoró de Fanny, una joven risueña y divertida a la que llegó a ponerle un piso. Tres años después se cansa de ella y para ascender profesionalmente en su trabajo debe librarse de ella.
La única solución que encuentra a su embrollo es intentar juntar sentimentalmente a la joven con su íntimo amigo Vicente. Pero pronto se arrepentirá de tan apresurada decisión y comprobará que sin ella no es capaz de vivir.

## Reparto
- Fernando Fernán Gómez como	José.
- Patty Shepard como	Fanny.
- Gracita Morales como Feli.
- Manolo Gómez Bur como Vicente.
- Ingrid Garbo como Cloti.
- Fiorella Faltoyano como Juli.
- María Luisa San José como Vicky.
- Mara Goyanes como Pili.
- Rafael Hernández como Taxista.